# Jaurrieta
Jaurrieta és un municipi de Navarra, a la vall de Salazar, comarca de Roncal-Salazar, dins la merindad de Sangüesa.

## Topònim
Jaurrieta és un topònim que prové del basc. Existeix un document del segle xi en el qual el poble s'esmenta sota el nom d'Eiaurrieta. D'aquest nom antic del poble s'ha extret el significat etimològic de Jaurrieta, ja que s'ha interpretat eiaurrieta com a lloc amb escasses corts de porcs, de eia (cort de porcs), urri (escàs) i -eta (sufix locatiu). Aquest nom evolucionaria perdent la i inicial i en castellà variant a més el so ia per ja. En parlar en euskera s'han utilitzat de forma tradicional i informal diverses formes sincopades de Jaurrieta para referir-se al nom del poble: Iaurta,Igaurta, I(g)orta o Eaurta.

## Demografia
| Evolució demogràfica                                 | Evolució demogràfica | Evolució demogràfica | Evolució demogràfica | Evolució demogràfica | Evolució demogràfica | Evolució demogràfica | Evolució demogràfica | Evolució demogràfica | Evolució demogràfica | Evolució demogràfica |
| 1996                                                 | 1998                 | 1999                 | 2000                 | 2001                 | 2002                 | 2003                 | 2004                 | 2005                 | 2006                 | 2007                 |
| ---------------------------------------------------- | -------------------- | -------------------- | -------------------- | -------------------- | -------------------- | -------------------- | -------------------- | -------------------- | -------------------- | -------------------- |
| 268                                                  | 264                  | 262                  | 254                  | 245                  | 237                  | 240                  | 235                  | 225                  | 222                  | 220                  |
| Fonts: Jaurrieta i Institut d'Estadística de Navarra |                      |                      |                      |                      |                      |                      |                      |                      |                      |                      |